# Sorygaza arbela
Sorygaza arbela là một loài bướm đêm trong họ Noctuidae.